# 鳥取県道205号木地山倉吉線
鳥取県道205号木地山倉吉線（とっとりけんどう205ごう きじやまくらよしせん）は、鳥取県東伯郡三朝町から倉吉市に至る一般県道である。

## 概要
東伯郡三朝町大字木地山から倉吉市河原町に至る。

### 路線データ
- 起点：鳥取県東伯郡三朝町大字木地山（国道179号交点、鳥取県道273号三朝温泉木地山線終点）
- 終点：鳥取県倉吉市河原町（小鴨橋東交差点、国道313号交点）
- 未開通区間：鳥取県東伯郡三朝町大字木地山 - 鳥取県東伯郡三朝町大字柿谷

## 路線状況

### 重複区間
- 鳥取県道273号三朝温泉木地山線（東伯郡三朝町大字木地山（起点） - 東伯郡三朝町大字柿谷）
- 国道179号（東伯郡三朝町大字今泉・今泉交差点 - 倉吉市米田町・米田町交差点）
- 鳥取県道38号倉吉福本線（倉吉市住吉町・住吉町交差点 - 倉吉市湊町・湊町交差点）

### 道路施設

#### 橋梁
- 泉谷橋（本泉川、東伯郡三朝町）
- 河戸橋（天神川、東伯郡三朝町）
- 円谷橋（円谷川、倉吉市、国道179号重複区間内）
- 打越橋（玉川、倉吉市）

#### トンネル
- 円谷トンネル[注釈 1]：延長1,090 m、2002年（平成14年）竣工、倉吉市（国道179号重複区間内）

## 地理

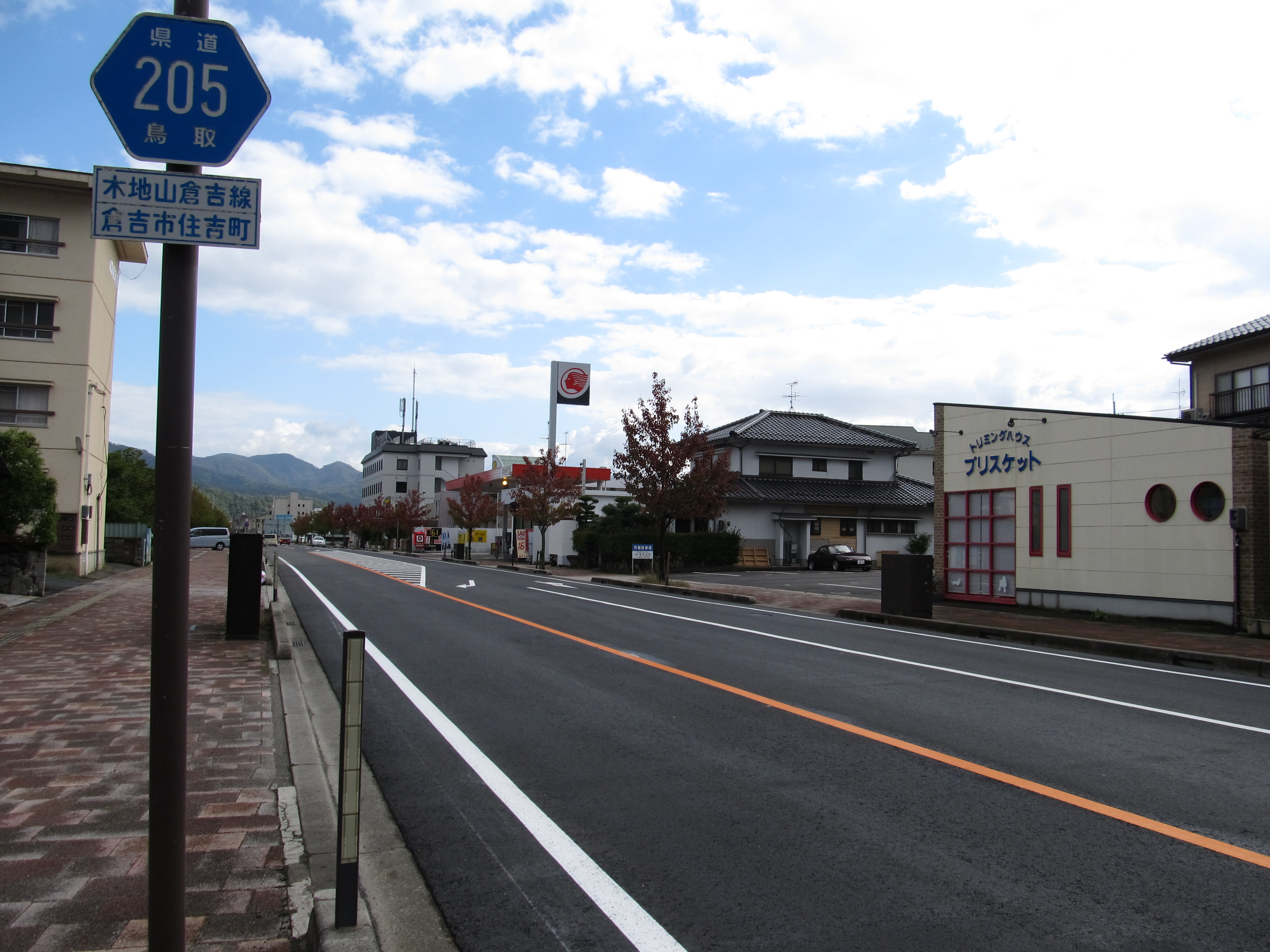
倉吉市、倉吉パークスクエア付近

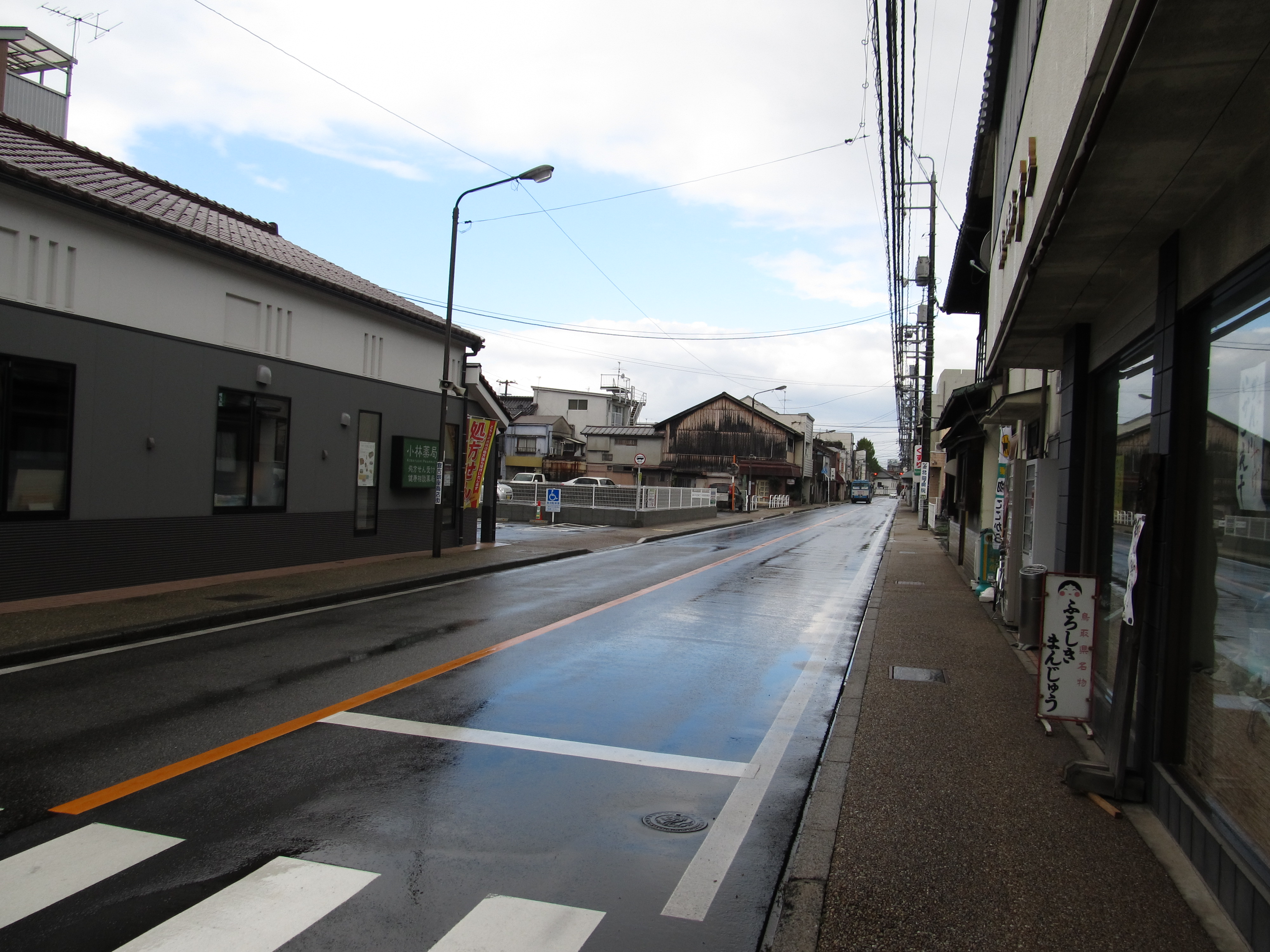
倉吉市、打吹玉川付近（通称：記念道路）

### 通過する自治体
- 鳥取県
  - 東伯郡三朝町 - 倉吉市

### 交差する道路
| 交差する道路                                                        | 市町村名 | 市町村名 | 交差する場所 | 交差する場所          |
| ------------------------------------------------------------------- | -------- | -------- | ------------ | --------------------- |
| 国道179号 国道482号 重複 鳥取県道273号三朝温泉木地山線 重複区間起点 | 東伯郡   | 三朝町   | 大字木地山   | 起点                  |
| 鳥取県道273号三朝温泉木地山線 重複区間終点                          | 東伯郡   | 三朝町   | 大字柿谷     |                       |
| 三朝町道                                                            | 東伯郡   | 三朝町   | 大字本泉     | 本泉交差点            |
| 国道179号 重複区間起点                                              | 東伯郡   | 三朝町   | 大字今泉     | 今泉交差点            |
| 国道179号 重複区間終点 鳥取県道312号倉吉環状線                      | 倉吉市   | 倉吉市   | 米田町       | 米田町交差点          |
| 鳥取県道38号倉吉福本線 重複区間起点                                 | 倉吉市   | 倉吉市   | 住吉町       | 住吉町交差点          |
| 鳥取県道38号倉吉福本線 重複区間終点                                 | 倉吉市   | 倉吉市   | 湊町         | 湊町交差点            |
| 倉吉市道仲ノ町明治町2丁目線                                         | 倉吉市   | 倉吉市   | 明治町       |                       |
| 国道313号 鳥取県道501号倉吉東郷自転車道線 重複                      | 倉吉市   | 倉吉市   | 河原町       | 小鴨橋東交差点 / 終点 |

### 沿線
- 倉吉市立上灘小学校
- 倉吉市役所 第2庁舎
- 打吹玉川